# Laurel Goodwin
Pour les articles homonymes, voir Goodwin.
Laurel Goodwin est une actrice américaine, née le 11 août 1942 à Wichita, Kansas (États-Unis) et morte le 25 février 2022 à Cathedral City en Californie.

## Filmographie

### Cinéma
- 1962 : Des filles... encore des filles (Girls! Girls! Girls!) de Norman Taurog : Laurel Dodge
- 1963 : Papa's Delicate Condition : Augusta Griffith
- 1964 : La diligence partira à l'aube (Stage to Thunder Rock) de William F. Claxton : Julie Parker
- 1965 : Les Compagnons de la gloire (The Glory Guys) : Beth Poole

### Télévision
- 1964 : Le Virginien (The Virginian) (série télévisée) : Peg Dineen
- 1966 : Run Buddy Run (série télévisée) : Susan Kellerman
- 1966 : Max la menace (Get Smart) (série télévisée) : Phoebe
- 1966 : Star Trek (série télévisée) - Saison 1 : épisode La Ménagerie : Yeoman J.M. Colt
- 1966 : The Hero (série télévisée) : Marilyn
- 1967 : The Beverly Hillbillies (série télévisée) : Stella
- 1968 : Call to Danger (Téléfilm) : Rita Henderson
- 1969 : Mannix (série télévisée) : Andrea
- 1971 : The Partners (série télévisée) : Sonya